# Ehretia seyrigii
Ehretia seyrigii är en strävbladig växtart som beskrevs av J. S. Mill. Ehretia seyrigii ingår i släktet Ehretia och familjen strävbladiga växter. Inga underarter finns listade i Catalogue of Life.